# Plesiolebias fragilis
Plesiolebias fragilis är en fiskart som beskrevs av Costa 2007. Plesiolebias fragilis ingår i släktet Plesiolebias och familjen Rivulidae. Inga underarter finns listade i Catalogue of Life.